# Musculus mentalis
Der Musculus mentalis oder Kinnmuskel ist ein Hautmuskel des Kopfes. Er entspringt am vorderen Teil des Unterkiefers und strahlt in die Haut des Kinns ein. Als mimischer Muskel verursacht er eine Runzelung des Kinns und schiebt die Unterlippe nach oben. Beim Menschen ist diese Mimik vor allem bei Missmut und Zweifel anzutreffen, weshalb der Muskel auch als „Schmollmuskel“ bezeichnet wird. Der Muskel wird vom siebten Hirnnerv, dem Nervus facialis (VII) innerviert. 
Eine genetische Störung auf Chromosom 9 Lokus q13-q21 führt zu unwillkürlichen Zuckungen des M. mentalis (Geniospasmus). Diese an sich harmlose Fehlfunktion hat vor allem soziale Bedeutung.
Eine unwillkürliche Kontraktion des Musculus mentalis bei Bestreichen des Daumenballens (Thenar) der gleichen Seite wird als Primitivreflex (sogenannter Palmomentaler Reflex) aufgefasst und ist mit atrophen Hirnprozessen (unter anderem bei Demenzen) assoziiert.
Bei Katzen ist der Kinnabriss eine recht häufige Verletzung. Hierbei kommt es zur Ablösung des Muskels und der darüberliegenden Haut.

## Belege
1. ↑  Jarman PR, Wood NW, Davis MT, et al: Hereditary geniospasm: linkage to chromosome 9q13-q21 and evidence for genetic heterogeneity. In: Am. J. Hum. Genet. 61. Jahrgang, Nr. 4, 1997, S. 928–33, PMID 9382105.